# Albumy numer jeden w roku 1999 (Węgry)
Rok 1999 był dziesiątym, w którym funkcjonowała lista najlepiej sprzedających się albumów na Węgrzech, Top 40 album- és válogatáslemez-lista.

## Historia notowania
| Data publikacji | Album                       | Wykonawca                 | Źródło |
| --------------- | --------------------------- | ------------------------- | ------ |
| 4 stycznia      | Apraja nagyja               | Hupikék törpikék          | [ 1 ]  |
| 11 stycznia     | Kalózok                     | Jazz+Az                   | [ 2 ]  |
| 18 stycznia     | Kalózok                     | Jazz+Az                   | [ 3 ]  |
| 25 stycznia     | Kalózok                     | Jazz+Az                   | [ 4 ]  |
| 1 lutego        | Kalózok                     | Jazz+Az                   | [ 5 ]  |
| 8 lutego        | Kalózok                     | Jazz+Az                   | [ 6 ]  |
| 15 lutego       | Helldorádó                  | Ganxsta Zolee és a Kartel | [ 7 ]  |
| 22 lutego       | Helldorádó                  | Ganxsta Zolee és a Kartel | [ 8 ]  |
| 1 marca         | Helldorádó                  | Ganxsta Zolee és a Kartel | [ 9 ]  |
| 8 marca         | Helldorádó                  | Ganxsta Zolee és a Kartel | [ 10 ] |
| 15 marca        | Helldorádó                  | Ganxsta Zolee és a Kartel | [ 11 ] |
| 22 marca        | Helldorádó                  | Ganxsta Zolee és a Kartel | [ 12 ] |
| 29 marca        | Alone                       | Modern Talking            | [ 13 ] |
| 5 kwietnia      | Helldorádó                  | Ganxsta Zolee és a Kartel | [ 14 ] |
| 12 kwietnia     | Helldorádó                  | Ganxsta Zolee és a Kartel | [ 15 ] |
| 19 kwietnia     | Helldorádó                  | Ganxsta Zolee és a Kartel | [ 16 ] |
| 26 kwietnia     | Helldorádó                  | Ganxsta Zolee és a Kartel | [ 17 ] |
| 3 maja          | Ismerj fel                  | Ákos                      | [ 18 ] |
| 10 maja         | Ismerj fel                  | Ákos                      | [ 19 ] |
| 17 maja         | Ezüst eső                   | Ámokfutók                 | [ 20 ] |
| 24 maja         | Ezüst eső                   | Ámokfutók                 | [ 21 ] |
| 31 maja         | Ezüst eső                   | Ámokfutók                 | [ 22 ] |
| 7 czerwca       | Ezüst eső                   | Ámokfutók                 | [ 23 ] |
| 14 czerwca      | Ezüst eső                   | Ámokfutók                 | [ 24 ] |
| 21 czerwca      | Ezüst eső                   | Ámokfutók                 | [ 25 ] |
| 28 czerwca      | Egy nyár a flörtben         | DJ Sterbinszky            | [ 26 ] |
| 5 lipca         | Egy nyár a flörtben         | DJ Sterbinszky            | [ 27 ] |
| 12 lipca        | Egy nyár a flörtben         | DJ Sterbinszky            | [ 28 ] |
| 19 lipca        | Tierra de nadie             | Hevia                     | [ 29 ] |
| 26 lipca        | Tierra de nadie             | Hevia                     | [ 30 ] |
| 2 sierpnia      | Tierra de nadie             | Hevia                     | [ 31 ] |
| 9 sierpnia      | Tierra de nadie             | Hevia                     | [ 32 ] |
| 16 sierpnia     | Tierra de nadie             | Hevia                     | [ 33 ] |
| 23 sierpnia     | Tierra de nadie             | Hevia                     | [ 34 ] |
| 30 sierpnia     | Tierra de nadie             | Hevia                     | [ 35 ] |
| 6 września      | Tierra de nadie             | Hevia                     | [ 36 ] |
| 13 września     | Tierra de nadie             | Hevia                     | [ 37 ] |
| 20 września     | Tierra de nadie             | Hevia                     | [ 38 ] |
| 27 września     | A Little Bit of Mambo       | Lou Bega                  | [ 39 ] |
| 4 października  | The Name Is Bon…            | Bon Bon                   | [ 40 ] |
| 11 października | Back To The Heavyweight Jam | Scooter                   | [ 41 ] |
| 18 października | Nem szabad sírni            | V-Tech                    | [ 42 ] |
| 25 października | Selejtező                   | Irigy Hónaljmirigy        | [ 43 ] |
| 1 listopada     | Selejtező                   | Irigy Hónaljmirigy        | [ 44 ] |
| 8 listopada     | Selejtező                   | Irigy Hónaljmirigy        | [ 45 ] |
| 15 listopada    | Selejtező                   | Irigy Hónaljmirigy        | [ 46 ] |
| 22 listopada    | Selejtező                   | Irigy Hónaljmirigy        | [ 47 ] |
| 29 listopada    | Dalban mondom el            | Jimmy Zámbó               | [ 48 ] |
| 6 grudnia       | Hupikék Törpkarácsony       | Hupikék törpikék          | [ 49 ] |
| 13 grudnia      | Dalban mondom el            | Jimmy Zámbó               | [ 50 ] |
| 20 grudnia      | Egynek jó                   | Jazz+Az                   | [ 51 ] |
| 27 grudnia      | Dalban mondom el            | Jimmy Zámbó               | [ 52 ] |